# 鳥喙四
杜鵑座β，又名CP-63 50，HD 2884、SAO 248201、HR 126，是杜鵑座的一个六合星系统，视星等为4.37，位于銀經306.78，銀緯-54.02，其B1900.0坐标为赤經0h 26m 57.7s，赤緯-63° -54.02′ 33″。该六合星系统中最明亮的鸟喙四 A（β1 Tuc）为一颗光谱为B9V的B型主序星，距离地球约140±1光年，其质量约为太阳的3.87倍，半径为太阳的2.73倍。